# Краков Арена
„Таурон Арена Краков“ е мултифункционална зала в Краков, Полша.